# سوفیا
سوفیا (به یونانی: Σοφία) یک واژهٔ یونانی است به معنای «خِرَد» که به عنوان نامی زنانه نیز به کار می‌رود.
شواهد اولین استفاده این اسم  قرن چهارم گاه‌شمار میلادی بازمیگردد.
برخی از افراد شاخص با این نام از این قرارند:
- سوفیا لورن بازیگر سینما و هالیوود
- سوفیا روتارو ترانه‌سرای اکراینی
- سوفیا کوپولا کارگردان سینما
- سوفیا بوش بازیگر آمریکایی

1. ↑  "Sophia (given name)". Wikipedia (به انگلیسی). 2025-06-01.